# Nans le berger
Nans le berger est un feuilleton télévisé français, en 31 épisodes de 25 minutes, réalisé par Roland-Bernard, d'après le roman Les Desmichels de Thyde Monnier, et diffusé à partir du 6 mai 1974 sur la première chaîne de l'ORTF.
Le feuilleton retrace, sur un siècle, de 1830 à 1930, l'histoire de 4 générations de paysans vivant au domaine de La Guirande, en Provence.
Il comprend 6 époques :
- Laurent
- Nans-Firmin
- Antoine
- Marguerite.
- Arnaude
- Sylvaine

## Synopsis
Laurent Michel vit dans le vétuste domaine provençal de La Guirande dont il a hérité. Il parvient à conclure un mariage de raison avec une fille aisée des environs. La dot de celle-ci lui permet de réparer le domaine et il s'emploie, par une gestion ambitieuse, à l'agrandir au fil du temps.

## Distribution
- Serge Martina : Laurent Michel
- Maryvonne Schiltz : Pascaline
- Martine Redon : Thérèse Aiguier, épouse Michel
- Rellys : Parrain Nagi
- Anne Roudier : Tistone
- Hélène Surgère : Mme Aiguier
- Jean-Claude Arnaud : M. Aiguier
- Marcel Bel : Toussaint Nans
- Michel Robbe : Pascal Nans
- Maurice Sarfati : Firmin Michel, puis Desmichel
- Laurence Imbert : Félicie Venel, épouse Michel puis Desmichel
- Bernard Valdeneige : Toucas
- Jean-Paul Frankeur : Antoine Desmichel
- Jean-Pierre André : Sébastien Desmichels
- Daniel Guillaume : Pierre Desmichels
- Catherine Lafond : Marguerite Desmichel
- Dominique Rollin : Florestant Desmichel jeune homme
- Jean Vinci : Florestant Desmichel adulte
- Joseph Falcucci : Richard Falconnet
- Christine Simon : Arnaude jeune fille
- Arlette Thomas : Arnaude femme
- Louis Sauvaire : Félicien Desmichel
- Jean-Pierre Dervieux : Olivier Desmichel
- Hélène Tossy : Mme Falconnet
- Pierre Ducos : Damien
- Caroline Clerc : Calandre
- Lucien Barjon : Robert Cabasse
- Jacques Deschamps : Mangiagari
- Monique Thierry : Nine
- Henri Génès : Angiollini
- René Arrieu : Émile Resplandin
- Anne Deleuze : Sylvaine Resplandin
- Jean Le Mouël : Constant Granville
- Yvonne Clech : Théonie
- André Nader : Romain Toucas

## Commentaires
La série fut tournée en extérieur dans le Var à Aups, près des gorges du Verdon.
Le feuilleton est disponible en VHS et DVD (Koba Films éditeur), ainsi que sur le site de l'INA.